# The First Lady
The First Lady is een Amerikaanse historische anthologieserie die van april tot en met juni 2022 werd uitgezonden door de betaaltelevisiezender Showtime. Er werd één seizoen van tien afleveringen geproduceerd, in augustus 2022 werd de serie door Showtime stopgezet.

## Verhaal
De serie volgt het leven van drie Amerikaanse first ladies: Eleanor Roosevelt (Gillian Anderson), Betty Ford (Michelle Pfeiffer) en Michelle Obama (Viola Davis). 

## Rolverdeling

### Hoofdrollen
| Acteur            | Personage                   |
| ----------------- | --------------------------- |
| Viola Davis       | Michelle Obama              |
| Michelle Pfeiffer | Betty Ford                  |
| Gillian Anderson  | Eleanor Roosevelt           |
| O-T Fagbenle      | Barack H. Obama             |
| Kiefer Sutherland | Franklin D. Roosevelt       |
| Aaron Eckhart     | Gerald R. Ford              |
| Dakota Fanning    | Susan Ford                  |
| Lily Rabe         | Lorena Hickok               |
| Regina Taylor     | Marian Robinson             |
| Jayme Lawson      | jonge Michelle Obama        |
| Kristine Froseth  | jonge Betty Ford            |
| Eliza Scanlen     | jonge Eleanor Roosevelt     |
| Julian De Niro    | jonge Barack H. Obama       |
| Charlie Plummer   | jonge Franklin D. Roosevelt |
| Jake Picking      | jonge Gerald R. Ford        |
| Arlo Mertz        | jonge Susan Ford            |

### Bijrollen
| Acteur                    | Personage              |
| ------------------------- | ---------------------- |
| Clea DuVall               | Malvina Thompson       |
| Jackie Earle Haley        | Louis Howe             |
| Kate Mulgrew              | Susan Sher             |
| Derek Cecil               | Donald Rumsfeld        |
| Michael Potts             | Fraser Robinson III    |
| Rhys Wakefield            | Dick Cheney            |
| Ellen Burstyn             | Sara Roosevelt         |
| Judy Greer                | Nancy Howe             |
| Lexi Underwood            | Malia Obama            |
| Cayden Boyd               | Michael Ford           |
| Gavin White               | jonge Michael Ford     |
| Marc Hills                | Jack Ford              |
| Jack Schmeichel           | jonge Jack Ford        |
| Ben Cook                  | Steven Ford            |
| Paul Holcomb              | jonge Steven Ford      |
| Leslie Kritzer            | Martha Graham          |
| Thomas E. Sullivan        | Bill Warren            |
| Patrice Johnson Chevannes | Clara Powell           |
| Saniyya Sidney            | Sasha Obama            |
| Evan Parke                | SS Allen Taylor        |
| Gloria Reuben             | Valerie June Jarrett   |
| Rosalind Chao             | Tina Tchen             |
| Donna Lynne Champlin      | Melissa "Mel" Winter   |
| Cailee Spaeny             | Anna Eleanor Roosevelt |
| Olivia Cannon             | jonge Anna Roosevelt   |
| Maria Dizzia              | Lucy Mercer Rutherfurd |
| Jeremy Bobb               | Theodore Roosevelt     |
| Kathleen Garrett          | Laura Bush             |
| Bernadette Quigley        | Esther Lape            |
| Maurice P. Kerry          | Cassius                |

## Afleveringen
1. That White House
2. Voices Carry
3. Please Allow Me
4. Cracked Pot
5. See Saw
6. Shout Out
7. Nadir
8. Punch Perfect
9. Rift
10. Victory Dance

## Ontvangst
De serie kreeg gemengde recensies. Er was lof voor de acteerprestaties van Pfeiffer, Davis en Anderson, maar ook voor de kostuums, het decor en de thema's. Er was echter kritiek op het tempo en de plot.
De serie behaalde een score van 41% (46 recensies) op Rotten Tomatoes, met een gemiddelde score van 6,0/10. Op Metacritic kreeg de serie een score van 50 op 100 (22 recensies), wat duidt op "gemengde of gemiddelde recensies".